# Зайцев, Иван Дмитриевич
Иван Дмитриевич Зайцев (1909—1993) — генерал-лейтенант Советской Армии, участник Великой Отечественной войны, Герой Советского Союза (1945).

## Биография
Иван Зайцев родился 22 сентября 1909 года в селе Александровка (ныне — Сердобский район Пензенской области). Окончил среднюю школу. В 1928 году Зайцев был призван на службу в Рабоче-крестьянскую Красную Армию. В 1929 году он окончил школу младших командиров. В 1930 году Зайцев был демобилизован. В 1933 году он окончил Саратовский инженерно-мелиоративный институт. В 1941 году Зайцев повторно был призван в армию. С июня того же года — на фронтах Великой Отечественной войны. Участвовал в Сталинградской битве, боях на Дону и Северском Донце, битве за Днепр, форсировании Западного Буга, Вислы, Одера, Шпрее, Эльбы. К январю 1945 года полковник Иван Зайцев командовал 40-й инженерно-сапёрной бригадой 3-й гвардейской армии 1-го Украинского фронта. Отличился во время освобождения Польши.
28 января 1945 года бригада Зайцева прорвала немецкую оборону и приняла активное участие в освобождении Кельце и форсировании Одера в районе населённого пункта Цюхен в 4 километрах к северу от Хобени. Бригаде удалось в кратчайшие сроки навести мост через Одер и обеспечить прикрытие правого фланга войска армии.
Указом Президиума Верховного Совета СССР от 6 апреля 1945 года за «умелое командование бригадой и проявленные при этом мужество и героизм» полковник Иван Зайцев был удостоен высокого звания Героя Советского Союза с вручением ордена Ленина и медали «Золотая Звезда» за номером 6528.
После окончания войны Зайцев продолжил службу в Советской Армии. Последняя должность — заместитель командующего войсками Киевского военного округа по строительству и расквартированию войск. В 1972 году в звании генерал-лейтенанта он был уволен в запас. Проживал в Киеве. Умер 7 декабря 1993 года, похоронен на Байковом кладбище Киева.
Получил также известность как драматург, под псевдонимом Иван Рачада написал более десяти пьес на тему Великой Отечественной войны. Среди них: «Есть такая партия», «Когда мертвые оживают», «Люди в шинелях», «Над голубым Дунаем», «Дорога названа», «Чего боятся ястребы», «Нина Бездольная (Дева Мария)», «Суд Фемиды», «Маршал Жуков» и другие.
Член Союза писателей СССР, Заслуженный строитель Украинской ССР. Был также награждён двумя орденами Красного Знамени, орденом Кутузова 2-й степени, двумя орденами Отечественной войны 1-й степени, орденами Трудового Красного Знамени и Красной Звезды, рядом медалей.